# Oberlandesgericht Posen (1815–1849)
Das Oberlandesgericht Posen war von 1808 bis 1849 ein preußisches Oberlandesgericht mit Sitz in Posen.

## Geschichte
Mit der der Zweiten Polnischen Teilung kam Posen 1793  zu Preußen. Für die neue Provinz Südpreußen des Königreichs Preußen wurde die südpreußische Regierung Posen als Gericht zweiter Instanz gebildet. Mit dem Frieden von Tilsit wurde Großpolen samt Posen von 1807 bis 1815 Bestandteil des kurzlebigen pronapoleonischen Herzogtums Warschau. Auf dem Wiener Kongress wurde Posen als Teil des Großherzogtums Posen schließlich wieder dem Königreich Preußen zugeschlagen.
Die Gerichte im Königreich Preußen hatten historisch gewachsene Aufgaben, Zuschnitte und Bezeichnungen. Im Rahmen der Preußischen Reformen versuchte man, eine einheitliche Systematik einzurichten und begann damit bei den Mittelgerichten. Die Verordnung wegen verbesserter Einrichtung der Provinzial-Polizei- u. Finanz-Behörden vom 26. Dezember 1808 bestimmte, dass die unter verschiedenen Bezeichnungen wie Oberamtsregierung oder Hofgericht firmierenden obersten Gerichte jedes Landesteils künftig Ober-Landesgericht heißen sollten.
Nach der Restrukturierung des Staatsterritoriums 1815 sollte jeder Regierungsbezirk zugleich das Departement (= Zuständigkeitsbereich) eines Oberlandesgerichts bilden. Das Oberlandesgericht Posen war aber zunächst für die ganze Provinz Posen zuständig. Mit Verordnung vom 16. Juni 1834 wurde das Oberlandesgericht Bromberg geschaffen. Danach war das Oberlandesgericht Posen nur noch für den Regierungsbezirk Posen zuständig.
Nach der Märzrevolution wurden die Patrimonialgerichte abgeschafft und die Oberlandesgerichte durch Appellationsgerichte ersetzt. In Posen entstand 1849 so das Appellationsgericht Posen.

## Untergerichte
Nach dem Ende der Franzosenzeit wurde die der französische Gerichtsorganisation entsprechende Gerichtsorganisation im Herzogtum Warschau zunächst übernommen. Es bestanden damit Friedensgerichte, darüber Landgerichte und dann das Oberlandesgericht. Dem Oberlandesgericht Posen waren folgende Gerichte nachgeordnet:
| Landgericht              | Sitz         | Friedensgerichte           | Sitz       | Anmerkungen |
| ------------------------ | ------------ | -------------------------- | ---------- | ----------- |
| Landgericht Bromberg     | Bromberg     | Friedensgericht Bromberg   | Bromberg   |             |
| Landgericht Bromberg     | Bromberg     | Friedensgericht Inowrocław | Inowrocław |             |
| Landgericht Bromberg     | Bromberg     | Friedensgericht Koronowo   | Koronowo   |             |
| Landgericht Bromberg     | Bromberg     | Friedensgericht Szubin     | Szubin     |             |
| Landgericht Fraustadt    | Fraustadt    | Friedensgericht Bojanowo   | Bojanowo   |             |
| Landgericht Fraustadt    | Fraustadt    | Friedensgericht Fraustadt  | Fraustadt  |             |
| Landgericht Fraustadt    | Fraustadt    | Friedensgericht Gostyń     | Gostyń     |             |
| Landgericht Fraustadt    | Fraustadt    | Friedensgericht Kosten     | Kosten     |             |
| Landgericht Fraustadt    | Fraustadt    | Friedensgericht Lissa      | Lissa      |             |
| Landgericht Fraustadt    | Fraustadt    | Friedensgericht Rawicz     | Rawicz     |             |
| Landgericht Gnesen       | Gnesen       | Friedensgericht Gnesen     | Gnesen     |             |
| Landgericht Gnesen       | Gnesen       | Friedensgericht Trzemeszno | Trzemeszno |             |
| Landgericht Gnesen       | Gnesen       | Friedensgericht Wągrowiec  | Wągrowiec  |             |
| Landgericht Gnesen       | Gnesen       | Friedensgericht Wreschen   | Wreschen   |             |
| Landgericht Krotoszyn    | Krotoszyn    | Friedensgericht Jarocin    | Jarocin    |             |
| Landgericht Krotoszyn    | Krotoszyn    | Friedensgericht Kempen     | Kempen     |             |
| Landgericht Krotoszyn    | Krotoszyn    | Friedensgericht Krotoszyn  | Krotoszyn  |             |
| Landgericht Krotoszyn    | Krotoszyn    | Friedensgericht Ostrowo    | Ostrowo    |             |
| Landgericht Meseritz     | Meseritz     | Friedensgericht Birnbaum   | Birnbaum   |             |
| Landgericht Meseritz     | Meseritz     | Friedensgericht Meseritz   | Meseritz   |             |
| Landgericht Meseritz     | Meseritz     | Friedensgericht Wollstein  | Wollstein  |             |
| Landgericht Posen        | Posen        | Friedensgericht Buk        | Buk        |             |
| Landgericht Posen        | Posen        | Friedensgericht Posen      | Posen      |             |
| Landgericht Posen        | Posen        | Friedensgericht Rogasen    | Rogasen    |             |
| Landgericht Posen        | Posen        | Friedensgericht Samter     | Samter     |             |
| Landgericht Posen        | Posen        | Friedensgericht Schrimm    | Schrimm    |             |
| Landgericht Posen        | Posen        | Friedensgericht Schroda    | Schroda    |             |
| Landgericht Schneidemühl | Schneidemühl | Friedensgericht Chodziesen | Chodziesen |             |
| Landgericht Schneidemühl | Schneidemühl | Friedensgericht Filehne    | Filehne    |             |
| Landgericht Schneidemühl | Schneidemühl | Friedensgericht Lobsens    | Lobsens    |             |
| Landgericht Schneidemühl | Schneidemühl | Friedensgericht Schönlanke | Schönlanke |             |

1834 wurde die Gerichtsorganisation geändert und einheitlich Land- und Stadtgerichte gebildet. In dem -nun verkleinerten- Sprengel des Oberlandesgerichtes Posen bestanden 20 dieser Gerichte.
| Land- und Stadtgericht           | Sitz      | Anmerkungen |
| -------------------------------- | --------- | ----------- |
| Land- und Stadtgericht Birnbaum  | Birnbaum  |             |
| Land- und Stadtgericht Fraustadt | Fraustadt |             |
| Land- und Stadtgericht Gostyń    | Gostyń    |             |
| Land- und Stadtgericht Grätz     | Grätz     |             |
| Land- und Stadtgericht Kempen    | Kempen    |             |
| Land- und Stadtgericht Kosten    | Kosten    |             |
| Land- und Stadtgericht Krotoszyn | Krotoszyn |             |
| Land- und Stadtgericht Lissa     | Lissa     |             |
| Land- und Stadtgericht Meseritz  | Meseritz  |             |
| Land- und Stadtgericht Ostrowo   | Ostrowo   |             |
| Land- und Stadtgericht Pleschen  | Pleschen  |             |
| Land- und Stadtgericht Posen     | Posen     |             |
| Land- und Stadtgericht Rawicz    | Rawicz    |             |
| Land- und Stadtgericht Rogasen   | Rogasen   |             |
| Land- und Stadtgericht Samter    | Samter    |             |
| Land- und Stadtgericht Schrimm   | Schrimm   |             |
| Land- und Stadtgericht Schroda   | Schroda   |             |
| Land- und Stadtgericht Schwerin  | Schwerin  |             |
| Land- und Stadtgericht Wollstein | Wollstein |             |
| Land- und Stadtgericht Wreschen  | Wreschen  |             |

Daneben waren den Oberlandesgericht noch das Erzbischöfliche Konsistorialgericht in Posen und die Justiziate der Hauptzoll- und Steuerämter in Lissa, Meseritz, Kempen, Schrimm, Posen und Ostrow übergeordnet.

## Organisation
Am Gericht waren im Jahr 1837 folgendes Personal beschäftigt:
- 2 Präsidenten
- 8 Räte
- 5 Assessoren
- 15 Subalterne
- 8 Unterbeamte

Bei allen Gerichten im Oberlandesbezirk zusammen waren 937 Justizbeamte beschäftigt.

## Richter
- Carl Wilhelm Bötticher (Präsident 1830–1842)
- Franz August Eichmann (Assessor 1819–1822)